# چکیده نامگذاری‌ها در شیمی تجزیه
چکیده نام‌گذاری‌ها در شیمی تجزیه که توسط اتحادیه بین‌المللی شیمی خالص و کاربردی منتشر شده و حاوی تعاریف پذیرفته‌شده بین‌المللی برای اصطلاحات شیمی تجزیه است. چون در یک پوشش نارنجی منتشر شده‌است، از این رو نام غیررسمی آن، کتاب نارنجی است.

## کتاب‌های رنگی
کتاب نارنجی یکی از «کتاب‌های رنگی» به همراه نام‌گذاری شیمی آلی (کتاب آبی)، نام‌گذاری شیمی معدنی (کتاب قرمز)، تعداد، واحد و نمادهای شیمی فیزیکی (کتاب سبز)، و جمع‌بندی اصطلاحات شیمیایی (کتاب طلا).

## نسخه‌ها
اگرچه این کتاب به‌عنوان «قوانین قطعی» توصیف شده‌است، اما سه نسخه از آن منتشر شده‌است. اولین بار در سال ۱۹۷۸ (شابک ‎۰-۰۸۰۲۲-۰۰۸-۸)، دوم در سال ۱۹۸۷ (شابک ‎۰-۶۳۲۰۱-۹۰۷-۷) و سوم در سال ۱۹۹۸ (شابک ‎۰−۸۶۵۴۲−۶۱۵−۵).
نسخه سوم به‌صورت هم‌گاه در دسترس است.
ترجمه کاتالونیایی نیز منتشر شده‌است (۱۹۸۷، شابک ‎۸۴−۷۲۸۳−۱۲۱−۳).